# Ігнатій Дрекслер

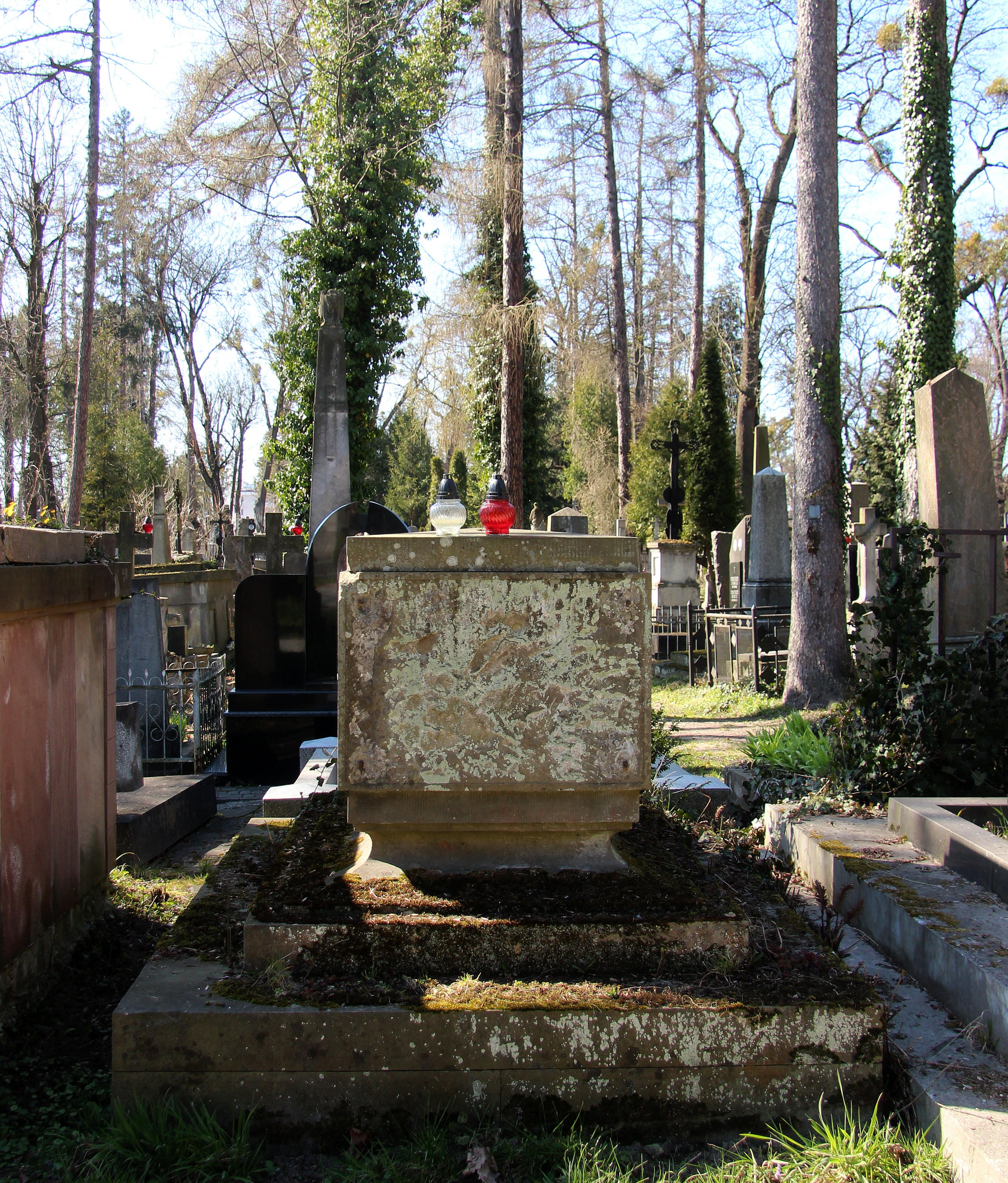

Ігнатій Тадеуш Мар'ян Дрекслер (пол. Ignacy Tadeusz Marian Drexler, 9 квітня 1878, Львів — 13 грудня 1930, там само) — архітектор-урбаніст, мистецтвознавець, критик.

## Біографія
Народився у Львові. Брат скульпторки Люни Амалії Дрекслер. Навчався на відділі цивільної та водної інженерії, інженерного факультету Львівської політехніки протягом 1897–1901 років. Диплом отримав у 1903. Від того ж року працював інженером дорожного бюро Крайового відділу. У червні 1903 року іменований приват-доцентом у Політехніці. Перейшов на роботу до регуляційного відділу краківського магістрату. Через рік перейшов до обмірно-регуляційного відділу технічного департаменту львівського магістрату. Виступав за проведення конкурсу на проєкт регуляції забудови Львова, який однак до Першої світової війни не було проведено. У 1913–1925 роках читав лекції з урбаністики та споріднених дисциплін на щойно створеній 1913 року у Львівській політехніці першій на території тодішньої Польщі кафедрі містобудування. Восени 1925 року призначений професором надзвичайним кафедри. У 1928–1929 роках декан інженерного відділу. Член Політехнічного товариства у Львові від 1903 року. У 1916—1917 роках входив до правління товариства. Від 1922 року спільно з Вітольдом Долинським очолював комісію, яка наглядала за мистецьким рівнем надгробків, встановлюваних на Личаківському цвинтарі.
13 грудня 1930 у Львові вчинив самогубство. Похований на 54 полі Личаківського цвинтаря.

## Містобудівні проєкти
Ігнатій Дрекслер вважається одним із піонерів урбаністики Польщі. 1910 року взяв участь у конкурсі на план розширення Кракова за рахунок приєднання приміських поселень. Робота не була відзначена, але придбана журі. У подальшому опрацював остаточний план регуляції Кракова. Очолив створений 1910 року обмірно-регуляційний відділ будівельного департаменту львівського магістрату. Департамент виконав низку підготовчих робіт і зробив безуспішну спробу провести конкурс проєктів регуляції Львова. Паралельно видав книгу «Великий Львів», ідеї якої вплинули на подальшу роботу з регуляції міста. 1923 року отримав замовлення від магістрату на виготовлення проєкту регуляції. Аналогічне замовлення паралельно отримав професор Варшавської політехніки Тадеуш Толвінський. Обидві роботи із супровідним матеріалом експонувались у ратуші 1924 року і пізніше лягли в основу подальших розробок магістрату в цьому напрямку. Працюючи у магістраті Дрекслер виконав низку проєктів впорядкування окремих вулиць. У 1920-х роках розробив план розширення та покращення планування Личаківського цвинтаря.
Дрекслер також взяв участь у розробці прийнятого 1928 року закону, що регулював забудову населених пунктів. Пропагував ідеї міст-садів Ебенізера Говарда. Виголосив низку доповідей та рефератів на цю тему. Публікував у фаховій пресі повідомлення із закордонних виставок, присвячених архітектурі і містобудуванню. Вивчав історію містобудування. Зокрема 1924 року виконав копію обмірного плану Станиславова кінця XVIII ст. (тепер Івано-Франківськ, копія зберігається у фондах Івано-Франківського краєзнавчого музею). Паралельно виконав план регуляції Станіславова.
1925 року здобув друге місце на конкурсі проєктів генплану Любліна. Серед переваг проєкту Дрекслера було вдале вирішеня питань озеленення, підкреслення архітектурної цінності історичного центру. Ці напрацювання були враховані при подальших роботах над генпланом у люблінському магістраті. Оригінали проєкту не збереглись, за винятком фрагменту, що представляє детальне розпланування Лук Татари над Бистрицею, а також слабо деталізованої чорно-білої світлини проєкту.

## Мистецтвознавство
Окрім містобудування Ігнатій Дрекслер був відомий також як мистецтвознавець. 1908 року переклав і видав книгу Malarstwo i rysunek Макса Клінгера, яка здобула велику популярність. У часописі «Tygodnik Ilustrowany» аналізував творчість фотографа Яна Булгака. Написав передмову до альбому, виданого Людвіком Вележинським «Malowidla scienne Jana Henryka Rosena w katedrze ormianskiej we Lwowie» (Настінні розписи Яна Генрика Розена у вірменській катедрі у Львові).

## Теоретичні праці
- Malarstwo i rysunek. — 1908 (переклад німецької книги Макса Клінгера).
- Miasta ogrodowe. — Lwów. — 1912.
- Techniczny substrat do konkursu na plan rozszerzenia i regulacyi m. Lwowa // Czasopismo Techniczne. — 1914. — № 16.
- Odbudowanie wsi i miast na ziemi naszej. — Lwów. — 1916, перевидано 1921.
- Wielki Lwów. — Nakładem Gminy miasta Lwowa, 1920.
- Ulice promieniowe i okolne miasta Lwowa. — Lwów. — 1921.
- Wielki Lwów: Wystawa map, planów, widoków i modeli miasta // Czasopismo Techniczne. — 1925. — № 10.
- Розділ «Budowa miast» в підручнику Podręcznik inżynierski. — Lwów. — 1928.
- Szerokość jezdni w ulicach miejskich. — Lwów, Skł. główny w księgarniach Zakładu Nar. im. Ossolińskich, 1928. Перед тим праця частинами друкувалась у журналі «Czasopismo Techniczne» за 1927 рік № 18—22.